# Латинська мова
Лати́нська мо́ва, лати́на (lingua Latīna, МФА: [ˈlɪŋɡʷa laˈtiːna]) — класична індо-європейська мова. Належить до латинсько-фаліскської групи італьських мов. Одна з найстаріших і нарізних мов Європи, які формували її цивілізацію. Використовує латинську абетку, створену на основі етруської і грецької. Флективна мова, має три роди, сім відмінків, п'ять відмін, чотири дієвідміни, три часи, три особи, три способи дієслова, три стани, три види, два числа. Походить від мови населення Стародавнього Рима. Набула поширення у Середземномор'ї та Західній Європі завдяки розростанню Римської Республіки та Римської імперії. Стала панівною мовою Італії та Західної Римської імперії. У середньовіччі була офіційною мовою Католицької церкви, завдяки чому перетворилася на універсальну мову Європи середньовіччя та раннього модерну. Використовувалася в літературі, науці, офіційній документації тощо. Пройшла декілька етапів розвитку: стародавній, класичний (І—ІІ ст.), пізній (ІІІ—V ст.), середньовічний (V—XIV ст.), ренесансний (XV—XVII ст.). На основі народної латини виникли романські мови такі як італійська, французька, іспанська, португальська, румунська тощо.
Справила вплив на становлення більшості європейських мов: англійської, німецької, польської, української тощо. Фактично є мертвою мовою (носіїв, які б вважали латину рідною мовою немає); проте на практиці широко використовується як мова міжнародного спілкування серед науковців, літераторів, освітян. Церковна латина залишається офіційною мовою Святого Престолу та Католицької церкви римського обряду. Вивчається у школах усіх рівнів Європи та Західного світу.

## Класифікація
Латинська разом з оскською та умбрською мовами утворює італьську гілку індоєвропейської сім'ї мов. У процесі історичного розвитку давньої Італії латинська мова витіснила інші італьські мови і з часом зайняла панівне становище в західному Середземномор'ї. Зараз латина належить до так званих мертвих мов, подібно до санскриту, давньогрецької та інших.

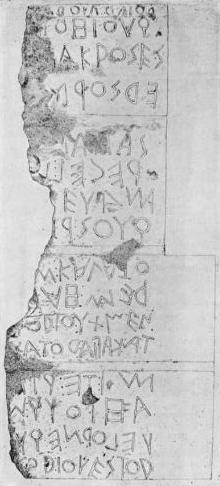
Напис на Чорному камені (Lapis Niger), один з найдавніших текстів латинською мовою (VI—V ст. до н. е.). Текст записаний бустрофедоном.

## Історія

### Поширення
Первісно це мова стародавнього племені латинів, які заселяли Апеннінський півострів приблизно три тисячі років тому. Назва цього племені — латини (Latīni), область поширення — Лацій (Latium) у нижній течії ріки Тибру. Столицею цієї області у 754—753 рр. до н. е. стало місто Рим (Roma), побудоване на семи пагорбах (Septimontium). Пізніше йому дали назву «Вічне місто» — Urbs aeterna.
Унаслідок військових, політичних та економічних успіхів Стародавнього Риму латинська мова поширюється по всій Італії, а починаючи з II ст. до н. е., виходить за її межі. У І ст. н. е. Рим стає метрополією наймогутнішої держави стародавнього світу — Римської імперії, до складу якої входили сучасні Франція, Іспанія, Португалія, Швейцарія, деякі частини Німеччини, Південної Англії, колишньої Югославії, Хорватії, Болгарії, Росії, Румунії, Угорщини, Чехії, Словаччини, Греції, Туреччини, України, Лівану, Сирії, Лівії, Тунісу, Алжиру та інші.
Зі свого боку латина постійно відчувала на собі вплив давньогрецької мови, особливо після підкорення Греції Римом у 146 р. до н. е.
До кінця II століття до н. е. латинська мова панує не тільки на всій території Італії, але як офіційна державна мова проникає в підкорені римлянами області Піренейського півострова та нинішньої південної Франції. Через римських солдатів і торговців латинська мова в її розмовній формі поширюється серед місцевого населення і стає одним з найефективніших засобів романізації завойованих територій. При цьому найактивніше романізуються найближчі сусіди римлян — кельтські племена, що проживали в Галлії (територія нинішніх Франції, Бельгії, почасти Нідерландів і Швейцарії). Підкорення римлянами Галлії почалося ще в другій половині II століття до н. е. і було завершене наприкінці 50-х років I століття до н. е. після тривалих військових дій під командуванням Юлія Цезаря (галльські війни 58—51 до н. е.). Тоді ж римські війська йдуть на зіткнення з германськими племенами, що займали велику область на схід від Рейну. Цезар робить також два походи на Британію, але ці короткочасні експедиції (в 55 та 54 до н. е.) не мали серйозних наслідків для відносин між римлянами і британцями (кельтами). Тільки через 100 років, у 43 році н. е., Британія була завойована римськими військами, які пробули там до 407 року н. е. Таким чином, протягом приблизно п'яти століть, до падіння Римської імперії в 476 році н. е., племена, що населяли Галлію і Британію, а також германці зазнають великого впливу латинської мови.
Після смерті імператора Феодосія 395 р. н. е. відбувається остаточний поділ Римської імперії на Східну та Західну. На роз'єднаних землях занепадає освіченість, мовні розбіжності між римськими провінціями зростають, поступово втрачається латинський елемент, а «Вульгарна (народна) латина» стає мовою-основою для нових національних мов (романських).
Розмовна різновидність латинської мови, так звана народна латина, впливаючи на місцеві мови, дала початок групі романських мов, до якої належать італійська, іспанська, португальська, французька, румунська та інші.
Значення латинської мови для формування нових західноєвропейських мов зберігається і після падіння Західної Римської імперії (476 р. н. е.). Вплив латинської мови на європейську культуру не обмежується періодом розквіту та могутності Римської імперії. Й після падіння Риму вона залишається мовою церкви та юриспруденції, літератури та дипломатії. Включно до XVIII століття латина — мова науки.
Латина довгий час залишалась офіційною мовою в Австро-Угорській імперії (XIX ст.) нарівні з німецькою.

### Архаїчна латина (240—81 рр. до н.е.)
Перші письмові пам'ятки латинської мови походять, імовірно, з кінця VI — початку V століть до н. е. Серед найдавніших пам'яток — напис на золотій застібці з міста Пренеста (VI—V ст. до н. е., знайдений в 1978 році присвятний напис зі стародавнього міста Сатріка (за 50 км на південь від Риму), що датується останнім десятиліттям VI століття до н. е., а також уривок сакрального напису на уламку чорного каменю, знайденого в 1899 році під час розкопок римського форуму, що відповідає приблизно до 500 р. до н. е. До давніх пам'яток архаїчної латини належать також численні надгробні написи, фрагменти обрядових пісень та офіційні документи середини III — початку II століття до н. е., з яких найвідоміші епітафії римських політичних діячів Сціпіонів і текст сенатської постанови про святилища бога Вакха.
Історія літературної мови починається 240 р. до н. е., коли військовополонений грек Люцій Лівій Андронік приніс до Риму латинською мовою трагедію і комедію як результат перекладу грецьких творів, зокрема Гомерової «Одіссеї».
Найбільшим представником архаїчного періоду в галузі літературної мови є давньоримський комедіограф Плавт (бл. 245—184 до н. е.), від якого до нашого часу дійшло 20 комедій повністю й одна — в уривках. Проте словниковий склад комедій Плавта і фонетичний лад його мови вже значною мірою наближаються до норм класичної латини I століття до н. е. — початку I століття. Іншим представником архаїчного періоду є Теренцій (190—159 рр. до н. е.), автор шести комедій.

### Класична латина (81 р. до н.е.— 120р. н.е.)
Класичний період — період найвищого розвитку латинської мови, який у науці прийнято поділяти на два століття — «золоте» (81 р. до н. е. — 14 р. н. е.) і «срібне».
Інколи класичний період також називають «золотою добою», тоді як післякласичний — «срібною добою». Класичний період — час найвищого розвитку латинської мови, на який припадає діяльність видатних поетів і прозаїків. Найвизначнішими представниками «золотої доби» (81 р. до н. е. — 14 р. н. е.) є Цицерон (106—43 рр. до н. е.), Цезар (100—44 р. до н. е.), Вергілій (70—19 р. до н. е.), Горацій (65—8 р. до н. е.), Овідій (43 р. до н. е. — 18 р. н. е.) та ін. Вони створили загальноприйнятий канон прозової і поетичної мови.
Значний внесок, починаючи з I ст. н. е., у розвиток правил латини зробили давньоримські граматики, зокрема Велій Лонг, Марій Плотій Сацердот, Ноній Марцелл, Елій Донат, Харісій, Діомед, Авл Гелій, Марк Валерій Проб, Асконій Педіан, Прісціан.
Період формування та розквіту класичної латинської мови був пов'язаний з перетворенням Риму в найбільшу державу Середземномор'я, що підкорила великі території на заході і південному сході Європи, в північній Африці та Малій Азії. У східних провінціях Римської держави (в Греції, Малій Азії та на північному узбережжі Африки), де до часу завоювання їх римлянами була широко поширена грецька мова і високорозвинена грецька культура, латинська мова не набула великого значення. Інакше відбувалося в західному Середземномор'ї — в результаті військових, політичних та економічних успіхів Стародавнього Риму латинська мова поширюється по всій Італії, а, починаючи з II ст. до н. е., виходить за її межі.

### Посткласичний період (14—120рр. н.е.)
Від класичної латини прийнято відрізняти мову римської художньої літератури т. зв. посткласичного або пізньоантичного періоду («срібна доба»), що хронологічно збігається з першими двома століттями нашого літочислення (т. зв. епоха ранньої імперії).
Мова прозаїків і поетів цього часу (Сенека, Тацит, Ювенал, Марціал, Апулей) відрізняється значною своєрідністю у виборі стильових засобів. Проте у творах цього періоду вироблені за століття норми граматичного ладу латинської мови не надто відрізняються від золотої доби, тож такий розподіл латинської мови на класичний і післякласичний період має радше літературознавче, ніж лінгвістичне значення.
З середини II ст. н. е. латина стає мовою Західної Церкви, з'являється перша християнська література латинською.

### Пізня латина (III—VIIст.н.е.).
Як окремий період в історії латинської мови виділяється пізня латина, хронологічними межами якої є III—VI століття — епоха пізньої імперії та виникнення, після її падіння, варварських держав. У творах письменників цієї пори — переважно істориків і християнських богословів — можна натрапити на багато морфологічних та синтаксичних явищ, що готують перехід до нових романських мов.
Як історичне джерело, зберегли своє значення твори Амміана Марцелліна (330—400 рр. н. е.), св. Ієроніма (348—420 рр. н. е.), св. Авґустина (354—430 рр. н. е.).

### Середньовічна латина (VII—XIVст.)
Середньовічна, або християнізована латина — це насамперед літургійні тексти — гімни, піснеспіви, молитви. Наприкінці IV століття святий Ієронім переклав всю Біблію на латинську мову. Його переклад відомий під назвою «Вульгата» (тобто Народна Біблія). На католицькому Тридентському соборі в XVI столітті цей переклад був визнаний рівноцінним оригіналу. Відтоді латинська, поряд з староєврейською і старогрецькою, вважається однією зі священних мов Біблії. Латинська мова стала мовою культурного та інтелектуального життя при монастирях і катедральних соборах.
Польща прийняла 966 року римський обряд християнства і латинська мова функціонувала на польських територіях.
Латина представлена у творчості італійського філософа й теолога Томи Аквінського (1227—1274), який поєднав учення Арістотеля з християнськими догмами. На базі шкіл XII ст. виникають нові центри культури та освіти — університети, які з'являються у Болоньї (1119), Оксфорді (1163), Падуї (1222), Неаполі (1224), Севільї (1254), Парижі (1259), де латина була мовою освіти і спілкування. Книги, які видавалися в університетських скрипторіях, були написані латинською мовою. В університетах вивчали твори Лівія, Лукреція, Тацита, Катулла — класиків римської літератури і культури загалом.
В епоху Середньовіччя латинська мова була фактично єдиним інструментом спілкування і висловлювання думок, зрозумілим для всіх і вигідним для встановлення контактів — була невід'ємною частиною суспільного, політичного, культурного і наукового життя всієї Європи, зразком для нових романських мов, які постійно зверталися до її багатої лексичної скарбниці, шукаючи засобів для позначення нових понять та ідей.
Починаючи з Середньовіччя всі наукові твори писали латинською мовою; на латині виголошували виступи на наукових зборах. Відтоді вона збереглася в назвах рослин, тварин, мінералів, хімічних речовин.
Середньовічна латина досить далеко відійшла від класичних зразків, і в XIV ст. в Італії почався рух за повернення до зразкової латини Цицерона, на противагу латини церкви та університетів, яку гуманісти презирливо іменували «кухонною латиною».
У першій половині XIV ст. у Галичині з'являються перші акти внутрішнього обігу, написані латинською мовою — це так звана актова латина, яка хронологічно охоплює період від 20-х років XIV ст. до останньої третини XVIII ст.

### Ренесансна латина (XIV—XVIст.)
В епоху Відродження просвітники виявили великий інтерес до античної культури, наслідуючи античні зразки, де винятковою була роль класичної латинської мови.
Гуманісти активно говорили і писали латинською мовою; для прикладу досить назвати імена Томаса Мора (1478—1535) в Англії, Еразма Ротердамського (1466—1536) — в Голландії, Томмазо Кампанелли (1568—1639) — в Італії та Джордано Бруно (1548—1600). Латинська залишається в цей період найважливішим засобом міжнародного культурного і наукового спілкування. Багатовікове поширення латинської мови викликало потребу ґрунтовно вивчати її у школах, укладати словники, видавати переклади, що сприяло проникненню відповідної латинської лексики до нових західноєвропейських мов.
У XVII—XVIII ст. латинською мовою писали свої твори філософи, історики, фізики і математики: Френсіс Бекон (1561—1626), Себастіян Кленович (1545—1602), Рене Декарт (1596—1650), П'єр Ґассенді (1592—1655), Бенедикт Спіноза (1632—1677), Ісаак Ньютон (1643—1727), Готфрід Лейбніц (1646—1716). Латинською мовою писали твори українські вчені й письменники: Юрій Дрогобич (бл. 1450—1494), Павло Русин із Кросна (1470—1517), Станіслав Оріховський (1513—1566), Іван Домбровський (поч. XVII ст.), Феофан Прокопович (1681—1736), Григорій Сковорода (1722—1794), Митрофан Довгалевський (перша половина XVIII ст.).
Та водночас Реформація, секуляризація культурного життя та інші споріднені явища дедалі більше обмежують вживання латини, висуваючи на перший план нові мови. У дипломатії, латина витісняється французькою мовою: Вестфальський мирний договір 1648 р. був першим документом такого роду, написаним не латиною. Латинською мовою створив свою книгу «Світ чуттєвих речей в картинках» («ORBIS SENSUALIUM PICTUS. Omnium rerum pictura et nomenclatura») педагог Ян Амос Коменський (1658), за якою вчилося чимало поколінь учнів у багатьох країнах.
Латинська мова залишалася також офіційною мовою документів у Священній Римській Імперії до її розпуску у 1806 р.
Найважливіші збережені пам'ятки шкільного обігу, написані латинською мовою, пов'язані з Києво-Могилянською академією. До нас дійшло майже 200 рукописних філософських курсів і майже стільки ж курсів поетики та риторики XVII—XVIII ст., складених чи законспектованих латинською мовою. Цією мовою було написано важливі політичні документи, зокрема Нерчинський договір 1689 року. Б. Хмельницький, І. Мазепа та інші політичні діячі України часто листувалися з іноземцями латинською мовою.
Латинська мова була основною й обов'язковою дисципліною у навчальних закладах багатьох країн світу.

### Новий час
Аж до XVIII століття латинська мова залишалася міжнародною мовою науки. Наприклад, Карлом фон Ліннеєм було започатковано в XVIII столітті єдині в науці імена з подвійних назв рослин і тварин на латинській мові. У 1503 році в Європі став широко відомий звіт Амеріго Веспуччі про відкриття Нового світу в латинському перекладі. Латиною писали свої твори голландський філософ Спіноза (1632—1677), англійський учений Ісаак Ньютон (1643—1727), український філософ Феофан Прокопович, гетьман Пилип Орлик (див. Конституція Пилипа Орлика) та багато ін. Серед російських вчених та лікарів латинською мовою написані праці Михайла Ломоносова (1711—1765), М. І. Пирогова (1810—1881), фармаколога Дядьківського (1784—1841); наукові дисертації у Російській імперії до XX століття повинні були захищатися латинською мовою.
Проте після французької революції університетське викладання було переведено з латини на нові мови, що суттєво підірвало статус латини як основної мови науки. В результаті в XIX столітті латина майже повністю вийшла з ужитку в формі державної мови. Хоча, наприклад, довгий час залишалась офіційною мовою у Австро-Угорській імперії (XIX ст.) нарівні з німецькою.

### Сучасна латина
Утративши значення мови міжнародного спілкування, латина сьогодні залишається джерелом творення міжнародних номенклатур, наукової лексики.
У наш час латинська мова вважається офіційною мовою держави Ватикан, а також, Католицької Церкви.
До 1962—1965 років службу в усіх католицьких церквах вели виключно латинською мовою. І попри те, що мова дедалі більше витісняється національними мовами, вона і зараз зберігає свою значимість в науковій термінології багатьох галузей знань, насамперед у біології, юриспруденції та медицині.
Численні латинські прислів'я, афоризми та терміни увійшли у вжиток в сучасних мовах у вигляді мовних кальок або прямих запозичень із збереженням латинської графіки (див. Список латинських виразів, Латина у праві, Медична латина).
Наразі знання латинської мови необхідне спеціалістам різних галузей науки, оскільки соціально-політичні, філологічні, математичні, технічні, медичні, юридичні та інші наукові терміни походять переважно з латинської мови.
У наші дні латинська мова — це своєрідний будівельний матеріал, з якого творяться нові терміни. Адже жодна галузь науки не може обійтися без знання основ термінології, яка формується на базі латинської мови.
В останні роки в країнах Західної Європи і Південної Америки виник рух за відродження використання латинської мови як міжнародної мови науки. Відбулося кілька конгресів створеної для цієї мети міжнародної організації, виходить спеціальний журнал.
Всесвітньою організацією охорони здоров'я (ВООЗ) видається Міжнародна фармакопея («Pharmacopoea Internationalis») — де кожному препарату надаються латинські назви.

## Абетка
Латинська абетка — одна з найдавніших систем письма, вона є відгалуженням етруської абетки, що походить від грецького письма.
Напрям письма спершу був справа на ліво, згодом перший рядок тексту читався справа на ліво, другий зліва на право і так далі (так званий бустрофедон). Після IV ст. до н. е. — напрям лише зліва на право.
Форма літер утвердилась близько I—V ст. Спершу вживалися лише великі літери (маюскульне письмо), а з VIII ст. — великі і малі (мінускульне письмо).
Для позначення довготи і короткості голосних прийнято надрядкові знаки: ˉ (знак довготи), ˇ (знак короткості). За свідченням римських граматиків, на вимову довгого голосного потрібно вдвічі більше часу, ніж для короткого.
Класична латинська абетка (ІІІ ст. до н. е.) (20(21) знак):
A B C D E F (G) H I K L M N O P Q R S T V X
Новолатинська абетка (25 знаків):
Aa Bb Cc Dd Ee Ff Gg Hh Ii Jj Kk Ll Mm Nn Oo Pp Qq Rr Ss Tt Uu Vv Xx Yy Zz
У сучасній біологічній термінології використовується новолатинська абетка, що складається з 25 букв.
У класичній латинській абетці не було літер Y y, Z z (додані на початку 1 ст. до н. е.), J j та U u (запроваджені гуманістом Петрусом Романусом у XVI ст.. Приблизно в той самий час, лише в північній Європі диграф VV став вважатися окремою літерою, що використовується на письмі у германських мовах, проте, коли говорять про абетку власне латинської мови, а також романських мов, то W найчастіше не включають до складу літер.
Латинська абетка стала основою писемності багатьох сучасних мов: романські мови, германські мови, західнослов'янські мови, окремі південнослов'янські мови, фінно-угорські мови, деякі мови Африки, Америки, Азії.
У XIX столітті в Галичині відбувалася боротьба української громадськості зі спробами латинізувати українську абетку (див. Азбучна війна). Спроба застосувати латинську абетку до сучасної української мови у 20-ті роки XX століття не знайшла достатньої підтримки.
Проте залишається актуальним використання латиниці для транскрипції та транслітерації української мови в наукових і, особливо, міжнародних виданнях та в практиці міжнародних зв'язків.

## Фонетика
Для фонетичної системи латинської мови було характерним фонологічно значуще квантитативне протиставлення голосних (наприклад, mălum зло і mālum яблуко). Це протиставлення позначилося на особливостях наголосу та квантитативному характері віршування. Водночас, на думку деяких учених, розмовна латина вже в класичний період мала квалітативну систему голосних, яка пізніше збереглася в романських мовах. Особливістю латинської фонетичної системи є також збереження низки лабіо-велярних приголосних, на відміну, наприклад, від оскської та умбрської мов, де вони зазнали лабіалізації.
У двоскладових словах наголос завжди припадає на перший склад. У словах із трьома і більше складами наголос припадає на передостанній склад, якщо він довгий, і на третій з кінця, якщо передостанній склад короткий.
У латинській вимові існувало явище елізії (випадання голосного). Тобто якщо одне слово закінчувалося на голосний (включаючи назалізований голосний, представлений поєднанням голосний + M), а наступне слово починалося на голосний, то перший голосний регулярно опускався (принаймні, у віршах). Можливо, що / i / і / u /) в цьому випадку вимовлялися як напівголосні.
Елізія також існувала і в давньогрецькій мові, але там на місці голосного, що випав, писали апостроф. У латинській мові елізія ніяк не позначалася на письмі, але її можна встановити за ритмікою латинських віршів.

### Сучасна вимова
Латинська мова протягом значного часу функціонувала на території Європи поряд з національними мовами, тому вона зазнавала певного впливу цих мов. Насамперед це позначилося на читанні латинських текстів, що до певної міри підкорялося нормам вимови відповідних національних мов. Ця тенденція зберігається і в наш час.
При вимовлянні латинських слів носії сучасних мов зазвичай не приділяють жодних зусиль, щоб вимовляти їх так, як це робили давні римляни, через що виникло багато систем латинської вимови — щонайменше по одній у кожній із сучасних мов, носії яких вивчають латину. У більшості випадків латинська вимова адаптується до фонетики рідної мови.
Звичайно, використання окремих слів, запозичених із латини, в сучасних європейських мовах і вивчення латинської мови — різні ситуації. У другому випадку викладачі та студенти намагаються наблизити свою вимову до первинної мови. Так, при вивченні латинської мови англомовні особи часто орієнтуються на звуки сучасних романських мов — прямих нащадків латини. Вчителі, які використовують цей підхід, виходять із припущення, що з усіх сучасних мов звучання голосних саме в романських мовах найближче до латинського.
Проте в інших мовах, зокрема романських, розроблені оригінальні інтерпретації латинської фонетичної системи, засновані як на вимові запозичених слів, так і на практиці навчання латини. Але ані в германо-, ані в романомовних країнах викладачі не звертають увагу учнів на те, що вони вимовляють латинські фрази не зовсім так, як давні римляни.

## Граматика
Для латинської мови характерні численні архаїчні індоєвропейські риси, які зближують її з індоіранськими та кельтськими мовами, а також із хетською.
Латинська мова є переважно синтетичною, тож для її морфології притаманне використання флексії як основного засобу формоутворення.

### Іменник
Іменники (як і прикметники та займенники) у латинській мові мають граматичні категорії роду (genus), числа (numerus), відмінка (casus) та відміни (declinatio). У латинській мові є п'ять типів іменних флексій та 6 відмінків:
- три роди: чоловічий (masculinum), жіночий (femininum), середній (neutrum);
- два числа: однина (singularis) і множина (pluralis);
- сім відмінків: називний (nominativus), родовий (genetivus), давальний (dativus), знахідний (accusativus), відкладний (ablativus) та кличний (vocativus), місцевий (locativus).

Питання відмінків у латинській мові збігаються з відповідними в українській мові. Відкладний відмінок (аблатив) поєднує в собі орудний і місцевий відмінки української мови. У множині спостерігається омонімія форм давального відмінка і аблатива.

### Дієслово
Часові форми дієслова симетрично будуються навколо двох основ — інфекта та перфекта. Розрізняються три способи дієслова (індикатив, кон'юнктив та імператив), два стани (активний і медіально-пасивний) та шість часів — теперішній (praesens), минулий недоконаний (imperfectum), минулий доконаний (perfectum), давньоминулий (plusquamperfectum), майбутній недоконаний (futurum primum), майбутній доконаний (futurum secundum).

### Синтаксис
Порядок слів у латинській мові — переважно за схемою SOV, при якому дієслово займає останнє місце в реченні. Такий порядок є досить архаїчним. Проте завдяки синтетичному устрою латинської мови, а отже багатій системі відмін і дієвідмін, порядок слів у реченні не має вирішального значення.
Як і в українській мові, просте речення найчастіше складається з підмета і присудка, причому підмет стоїть в називному відмінку. Займенник як підмет використовується вкрай рідко, оскільки зазвичай опосередковано присутній в особовій формі присудка. Присудок може бути виражений дієсловом, іменною частиною мови або іменною частиною мови з допоміжним дієсловом.
При побудові речень вживаються такі звороти:
- Accusativus cum infinitivo (знахідний з інфінітивом) — вживається з дієсловами мовлення, думки, чуттєвого сприйняття, волевиявлення та в деяких інших випадках і перекладається українською як підрядне речення, де частина, що стоїть у знахідному відмінку, стає підметом, а інфінітив — присудком в узгодженій з підметом формі.
- Nominativus cum infinitivo (називний з інфінітивом) — має ту саму структуру, що і попередній зворот, проте з присудком, що стоїть у пасивному стані. При перекладі на українську присудок передається активною формою 3-ї особи множини з невизначено-особовим значенням, а сам зворот — підрядним реченням.

Підрядні речення зі сполучником cum historicum, як правило, є підрядними часу, що перекладаються зі сполучником «коли».

## Вплив
Латинська мова в її народному трансформованому варіанті — так звана народна латина — стала основою для утворення романських мов. До них належить італійська мова, що виникла на території Апеннінського півострова, французька та окситанська мова, що розвинулися в колишній Галлії, іспанська, каталанська та португальська — на Піренейському півострові, ретороманська — на території римської колонії Реція (в частині нинішньої Швейцарії і в північно-східній Італії), румунська — на території римської провінції Дакія (зараз Румунія) і деякі інші, з яких слід особливо відзначити сардинську мову, як найближчу до класичної латини з усіх сучасних романських мов.
При спільності походження романських мов між ними з часом виникли значні відмінності. Це пояснюється тим, що латинська мова проникала на завойовані території протягом кількох століть. За цей час сама латина видозмінювалася і вступала в складну взаємодію з місцевими племінними мовами та діалектами.
Незважаючи на відмінності, всі романські мови зберігають у своїй лексиці, а також меншою мірою в морфології латинські риси. Наприклад, дієслівна система французької мови є наступним етапом розвитку дієслівних форм народної латини. Так само позначений суттєвим впливом латини і французький синтаксис, наприклад правила узгодження та послідовності часів або інфінітивні звороти.
Спроби римлян підпорядкувати собі германські племена не мали успіху, але економічні зв'язки римлян з германцями існували тривалий час, вони йшли переважно через римські колонії-гарнізони, розташовані вздовж Рейну та Дунаю. Про це нагадують назви німецьких міст: Кельн (нім.  Köln, від лат.  Colonia — «колонія», тобто, поселення), Кобленц (нім.  Koblenz, від лат.  confluentes — букв. «злиття», Кобленц розташований на місці впадіння річки Мозель у Рейн), Регенсбург (нім.  Regensburg, від лат. regina castra), Відень (від лат. vindobona) та ін.
У Британії найдавнішими слідами латинської мови є назви міст з основою на -chester, -caster або -castle від лат. Castra — військовий табір і castellum — укріплення, foss- від лат. Fossa — рів, фоса, col (n) від лат.  Colonia — поселення: Манчестер (англ. Manchester), Ланкастер (англ. Lancaster), Ньюкасл (англ. Newcastle), Фосбрук (англ. Fossbrook), Лінкольн (англ. Lincoln), Колчестер (англ. Colchester) . Завоювання Британії в V—VI століттях германськими племенами англів, саксів та ютів збільшило кількість латинських запозичень, засвоєних британськими племенами, за рахунок слів, вже сприйнятих германцями від римлян.
На англійську мову латинська лексика зробила істотний вплив через французьку внаслідок завоювання Англії в XI столітті французькими норманами.
Значення латинської мови для формування нових західноєвропейських мов зберігалося і після падіння Західної Римської імперії (традиційна дата — 476 р. н. е.). Латинська мова продовжувала залишатися мовою держави і школи в ранньофеодальному Франкському королівстві (утвореному наприкінці V століття), яке поглинуло значну частину території Західної Римської імперії. Франкська держава, що стала імперією (Карл Великий прийняв у 800 р. титул імператора), розпалася в середині IX століття (у 843 р.) на самостійні держави Західної Європи — Італію, Францію та Німеччину. Відсутність у цих державах протягом кількох століть сформованих національних літературних мов змушувала вдаватися у зносинах між ними до латинської мови. Протягом усього Середньовіччя і пізніше латинська мова є мовою католицької церкви. Одночасно латина була мовою науки та університетського викладання й основним предметом у школі. Нарешті, латина була мовою юриспруденції, і навіть в тих країнах, де уже в середньовіччі відбувся перехід законодавства на національні мови (як наприклад у Франції), вивчення римського права і рецепції з нього було найважливішою складовою частиною юриспруденції. Звідси широке проникнення латинської лексики в новоєвропейські мови, насамперед як джерела наукової, богословської, юридичної і загалом абстрактної термінології.

## Латинська мова в Україні[13]

### Мова діловодства
Активне використання латинської мови як мови ділових паперів на українських землях пов'язують з канцелярією князя Данила Галицького. Після того, як у 1254 році Данило Галицький прийняв королівський титул, він значно посилив контакти з країнами Західної Європи. У XIV столітті в Галичині з'явилися перші латиномовні акти для внутрішнього використання. Під час правління Данила Галицького (1201—1264), зокрема після того, коли він став королем, латинська мова була однією з офіційних канцелярських мов Галицько-Волинської держави. Актова латина, представлена у XIV—XVIII ст., збереглася у майже семи тисячах томів рукописних судово-адміністративних книг Львова, Галича, Жидачева, Белза, Перемишля та інших міст. До середини XV століття в Галичині латина повністю витіснила староукраїнську в адміністративній та судовій сферах. Ю. Ф. Карський уважав навіть, що в XVI ст. у Західній Русі (в Україні й Білорусі) легше було знайти людину, яка знала латинську й грецьку мови, ніж церковнослов'янську. Єзуїт Петро Скарга в книзі «О jedności Kościoła Bożego…» (1-ше вид. 1577 p., 2-ге — 1590 p.) писав: 

За допомогою слов'янської мови ніхто ніколи вченим бути не може, бо вже її нині ніхто не розуміє. Немає в світі народу, який би нею, так, як у книгах, розмовляв; мова та своїх правил, граматик і словників не має і мати не може. Тому-то руські попи, коли хочуть щось у слов'янській зрозуміти, мусять звертатися до польської за перекладом. 
 Згодом, Мелетій Смотрицький поставив за мету створити справжню повноцінну граматику. На Волині та в Наддніпрянщині роль латинської мови в цих сферах була значно меншою, оскільки тут з кінця XVI століття як мова адміністрування утвердилася польська. Нерчинський договір 1689 року був написаний латиною. Б.Хмельницький, І.Мазепа та інші політичні діячі України часто листувалися з іноземцями латинською мовою.
Традиція використовувати латину та латинське письмо для української мови в діловій документації зберігається в Україні в поодиноких випадках і в XVI—XVII століттях. Такі записи української мови латинкою є важливим джерелом для реконструкції тодішньої української фонетики, оскільки кириличні пам'ятки, скуті традицією, не так точно передають розмовну мову.

### Українська латиномовна література
Українська латиномовна література створювалася протягом XV—XVIII ст. такими авторами як Григорій Сковорода, Станіслав Оріховський, Ян Юзефович та багато інших і належить до широкого кола неолатиністичних творів. Власне, будь-яка освічена людина того часу знала латину. Зараз дослідження цієї гілки української літератури набувають популярності: здійснюються переклади тогочасних літописів, богословських та етикетних текстів, провадиться активна робота з вивчення особливостей «української» латини. Однією з небагатьох перекладених перлин давньої української латиномовної літератури нині є Конституція Пилипа Орлика.

### Вивчення
З XVII століття відбувається переорієнтація української культури на західноєвропейські освітні зразки, й латинська мова як мова освіти й культури стає обов'язковою для вивчення в багатьох тодішніх навчальних закладах. Загалом в Україні ставлення до латинської мови на різних етапах її використання було неоднаковим: спершу — ворожим, згодом — прихильним. Та переломним тут були 30-ті роки XVII століття, коли патріарх Феофан називає Київську школу школою «еллино-славенскаго и латино-польскаго письма». Так латина стала головним предметом Києво-Могилянської академії (1632), що виникла завдяки об'єднанню «школи наук елліно- словенського и латино-польского письма» при Києво-Богоявленському братстві та Лаврської школи. Латину викладали в Острозькій академії та греко-католицьких школах Галичини й Правобережної України. У XVI столітті в Україні було започатковане книгодрукування латинською та польською мовами.
Збереглося чимало шкільних курсів риторики і поетики, написаних латинською мовою, до найвідоміших належать твори А. Старновецького і М. Котозварського «Liber artis poeticae» (1637), Я. Понтана «Commendatio brevis poeticae» (1646), «Poetica practica» (1648), «Subsidium Rhetoricum» (1670), «Poeticarum institutionum breve compendium» (1671), И. Кроковського «Penuarium Tullianae Eloquentiae» (1683), «Fons Castalius» (1685), «Cunae Bethlumicae» (1686—1687), І. Волянського «Rhetor Roxolanus» (1689), «Promptuarium artis eloquentiae» (1691), «Cytheron bivertex» (1694—1695), «Lyra» (1696), «Rosa inter spinas» (1696—1697), С.Яворського «Concha» (1698).
За часів Російської імперії латина входила до обов'язкових предметів гімназіального курсу та вивчалася у всіх університетах. У 1864 році наказом міністра освіти російської імперії О. В. Головіна було запроваджено обов'язкове вивчення учнями двох давніх мов та класичної латинської у всіх школах.
На українських землях у межах Російської імперії перші гімназії відкрилися на початку XIX століття: в Одесі (1804), Новгород-Сіверському (1808), Києві, Полтаві, Харкові, Катеринославі, Крем'янці, Чернігові (1812), Вінниці, Херсоні (1814). Вивчення латини в них відбувалося за Гімназійним статутом.
За радянських часів викладання латини було усунуте з середніх шкіл та суттєво скорочене в університетах: готувалося обмаль фахівців з латини, а курси мали радше ознайомлювальний характер.
До середніх шкіл латинська мова повернулася зі здобуттям Україною незалежності. У 1990-ті роки зростає мережа шкіл нового типу (гімназії, ліцеї, колегіуми). У 1994 році однією з перших шкіл, де почали викладати латину, була Карлівська гімназія імені Ніни Герасименко, проте з ряду причин викладання припинилося в 2005 році. У Києві латину пропонує спеціалізована школа № 239. Значно більше фахівців готують тепер і українські виші.

## Латинізми
Для латинізмів характерні префікси де-, екс-, ім-, ін-, ре-, суфікси -альн(ий), -ат, -аці(я), -ент, -тор, -тур(а), -ум, -ус: депресія, експозиція, імпонувати, реконструкція, універсальний, інформація, мінімум та ін.
Латинізми почали потрапляти внаслідок військових або торговельних контактів, починаючи з V—VI ст. Важливу роль також відігравав діамантовий шлях, що вів від берегів Адріатики до берегів Балтики, а пізніше — торгове містечко Венеція, яке в Середньовіччі було найбільшим невільницьким ринком на Адріатичному морі.
Українська мова запозичила багато слів з латинської мови. Ось деякі:
авіація, аграрний, алібі, авдиторія, ангіна, альма-матер, альтернатива, аспірин, апеляція, бревіарій, валентність, варіант, вентиляція, віварій, вірус, генерація, гонорар, грація, дебет, декан, декламація, дивіденд, дивізія, дисципліна, домінант, документ, ілюстрація, інструкція, кантата, квадрат, когнітивний, колегія, консенсус, континент, коноплі від лат. cannapis, культура, лаборант, літера, лекція, локальний, ментальність, монтаж, монумент, музей, нігілізм, номінація, нотація, нуль, орнамент, план, перець від лат. piper, популярний, потенціал, продукція, синус, секретар, рація, регіон, резолюція, репетиція, санаторій, студент, терарій, територія, траєкторія, тон, тоталітарний, транквілізатор, уніфікація, урбанізація, утилізація, філіал, факультет, цивілізація, юрист та багато інших.
З латинської мови в українську ввійшли і деякі імена, наприклад: Валерій (здоровий), Віктор (переможець), Віталій (життєвий), Роман (римлянин).

## Латина в біології
Латинську мову в біології можна розглядати як самостійну наукову мову, що розвинулася з латинської мови доби Відродження, але збагатилася численними термінами, запозиченими з грецької та інших мов. Крім того, багато слів латинської мови вживаються в біологічних текстах в новому, спеціальному значенні. Граматика латинської біологічної мови помітно спрощена. Абетку доповнено: тут, на відміну від класичної латини, використовуються літери «j», «k», «w».
Сучасні Кодекси біологічної номенклатури вимагають, щоб наукові назви живих організмів були за формою латинськими, тобто були написані літерами латинської абетки та підпорядковувалися правилам латинської граматики, незалежно від того, з якої мови вони запозичені.
Див. також: Латина у праві, Медична латина

## Словники
- Латинські словники

### Словники
- «Лексіконъ латинский» Є. Славинецького. «Лексикон словено-латинський» Є. Славинецького та А. Корецького. Сатановського / підгот. до вид. В. В. Німчук. — Київ: 1973. — 540 с.
- Литвинов В. Латинсько-український словник: 10 тисяч найуживаніших латинських слів. — Київ: Українські пропілеї, 1998. — 710 с.
- Латинсько-український словник / Мирослав Трофимук, Олександра Трофимук — Львів: Вид-во ЛБА, 2001. — VIII + 694 с.
- Латинсько-український, українсько-латинський словник / Л. П. Скорина, О. А. Скорина. — К.: Обереги, 2004. — 448 с. — (Сер. «Abecedarium»). (12 000 слів)
- Українсько-латинський та латинсько-український словник / Л. П. Чуракова . — Київ: Видавець Вадим Карпенко, 2005. — 118 с. — ISBN 966-8387-22-8
- Латинсько-український словотвірний словник / Галина Петрова / 20 000 слів. — Тернопіль: «Навчальна книга — Богдан», 2010. — 880 с. ISBN 978-966-10-1237-9

### Підручники і посібники
- Латинська мова: Підручник / Яковенко Н., Миронова В. — Львів: Видавництво УКУ, 2002. — 468 с.
- Литвинов Володимир Дмитрович. Довідник з граматики латинської мови. — Київ. — Вид. дім «Києво-Могилянська Академія», 2008. — 111 с. — 1000 прим. — ISBN 978-966-518-441-6.
- Закалюжний М. М. Латинська мова для біологів. Тернопіль, 2003.
- Гриценко С. П., Балалаєва О. Ю. Г 85 Латинська мова для студентів-агробіологів. Навчальний посібник. — К.: Центр навчальної літератури, 2006. — 384 с.
- Латинська мова / Р. М. Оленич [та ін.]. — Львів: Світ, 1994. — 407 с. — ISBN 5-7773-0210-5
- Латинська мова для математиків та фізиків: підручник / М. Б. Домбровський, О. А. Вацеба, Х. І. Куйбіда, М. А. Тсомпаніс ; наук. ред. Л. М. Глущенко ; М-во освіти і науки, молоді та спорту України, Львів. нац. ун-т ім. І. Франка. — Л. : Вид. центр ЛНУ, 2011. — 254 с. : іл. — ISBN 978-966-613-867-8
- Латинська мова (для неспеціальних факультетів) / Н. Г. Ревак, В. Т. Сулим; Львів. нац. ун-т ім. І.Франка. — Л., 2002. — 239 c.
- Латинська мова для юристів. Підручник / За ред. С. В. Семчинського 2-е вид., виправлене і доповнене.- К.: Атіка, 2001. — 416 с.
- Латинська мова = Lingua Latina: Навч. посіб. / Г. Д. Антонюк; Нац. ун-т «Львів. політехніка». — Л., 2006. — 171 c.
- Латинська мова: Підруч. для студ. від-нь класич. філол. та інозем. філол. спец. вищ. закл. освіти / Л. Л. Звонська, В. М. Шовковий. — К. : Кн., 2003. — 527 c.
- Пилипів О. Основи латинської медичної термінології: навчальний посібник / Ольга Пилипів, Леся Мисловська; науковий редактор Леся Пилипів. − Львів: ЛНУ імені Івана Франка, 2012. − 252 с. + 0,32 вкл. ISBN 978-966-613-918-7
- Є. М. Шевченко, Латинська мова і основи медичної термінології: Навч. посібник 7-е вид. — Київ: Медицина, 2011.
- Оленич Р. М., Оленич І. Р., Чернюх Б. В. Латинська мова: Навч. Посібн. — Вид. 2-ге, виправл. і доповн. — Львів: Світ, 2008. — 472 с.: іл.
- Porta Antiqua: підручник з латинської мови для учнів гуманітарних коледжів, ліцеїв, гімназій / Л. П. Скорина; За ред. М. А. Собуцького. — Київ: СІНТО, 1994. — 272с. ; 22 см. — ISBN 5-11-001056-0
- Латинська мова для студентів-юристів / Lingua Latina Iuridicialis: підручник для студ. юридич. фак-тів ун-тів / Л. П. Скорина, Л. П. Чуракова ; Ред. С. В. Семчинський ; М-во освіти України. — Київ: Вища школа, 1995. — 255 с. ; 20,5 см. — ISBN 5-11-004436-8 (в тв. пер.)
- Латинська мова для студентів-медиків / За ред. А. Г. Ступінської. — Київ: Вища школа, 1986;
- Латинська мова для студентів-фармацевтів / За ред А. Г. Ступнінської. — Київ, 1993;
- Смольська Лариса Юріївна та ін. Lingua Latina (підручник для студентів філософів-богословів). Львів, УКУ, 2003 (Т. 1), 2004 (Т. 2);
- Вакулик, І. І., Балалаєва, О. Ю. (2010) Латинська мова та основи біологічної термінології. Файл PDF
- Латинська мова (для неспеціальних факультетів) / Ревак Н. Г., Сулим В. Т. (укр.)
- Ставнюк В. В. Латинська Мова. Навчальний посібник для студентів вищих навчальних закладів. К., 2009
- Корж, Наталія Григорівна. Латинська мова: підручник для 9-10 кл. ліцеїв, гімназій та гуманітарних кл. загальноосвітніх шк. / Н. Г. Корж, С. А. Шведов ; Міжнародний фонд «Відродження». — К. : Абрис, 1995. — (Трансформація гуманітарної освіти в Україні).

### Загальні огляди
- Безбородько Н. И. Ученая латынь на Украине. // Вопросы языкознания, 1978, № 6. — С. 85-92.